# Водач
Водач (болг. Водач) — село в Болгарии. Находится в Кырджалийской области, входит в общину Черноочене. Население составляет 295 человек.

## Политическая ситуация
В местном кметстве Житница, в состав которого входит Водач, должность кмета (старосты) исполняет Муса Рамадан Муса (Движение за права и свободы (ДПС)) по результатам выборов.
Кмет (мэр) общины Черноочене — Айдын Ариф Осман (Движение за права и свободы (ДПС)) по результатам выборов.